# BR-600
De BR-600 is een federale weg in de deelstaat Paraná in het zuiden van Brazilië. De weg is een verbindingsweg die Foz do Iguaçu met de Itaipudam verbindt. In het zuiden komt de BR-600 uit op de BR-277. De weg heeft lokaal de naam Avenida Tancredo Neves.
De weg heeft een lengte van zes kilometer.